# Epilobium lamotteanum
Epilobium lamotteanum är en dunörtsväxtart som beskrevs av Haussk.. Epilobium lamotteanum ingår i släktet dunörter, och familjen dunörtsväxter. Inga underarter finns listade i Catalogue of Life.